# N2N
N2N – francuski materiał wybuchowy, mieszanina 50% azotanu amonu, 30% azotanu sodu i 20% trotylu.